# Heligonka

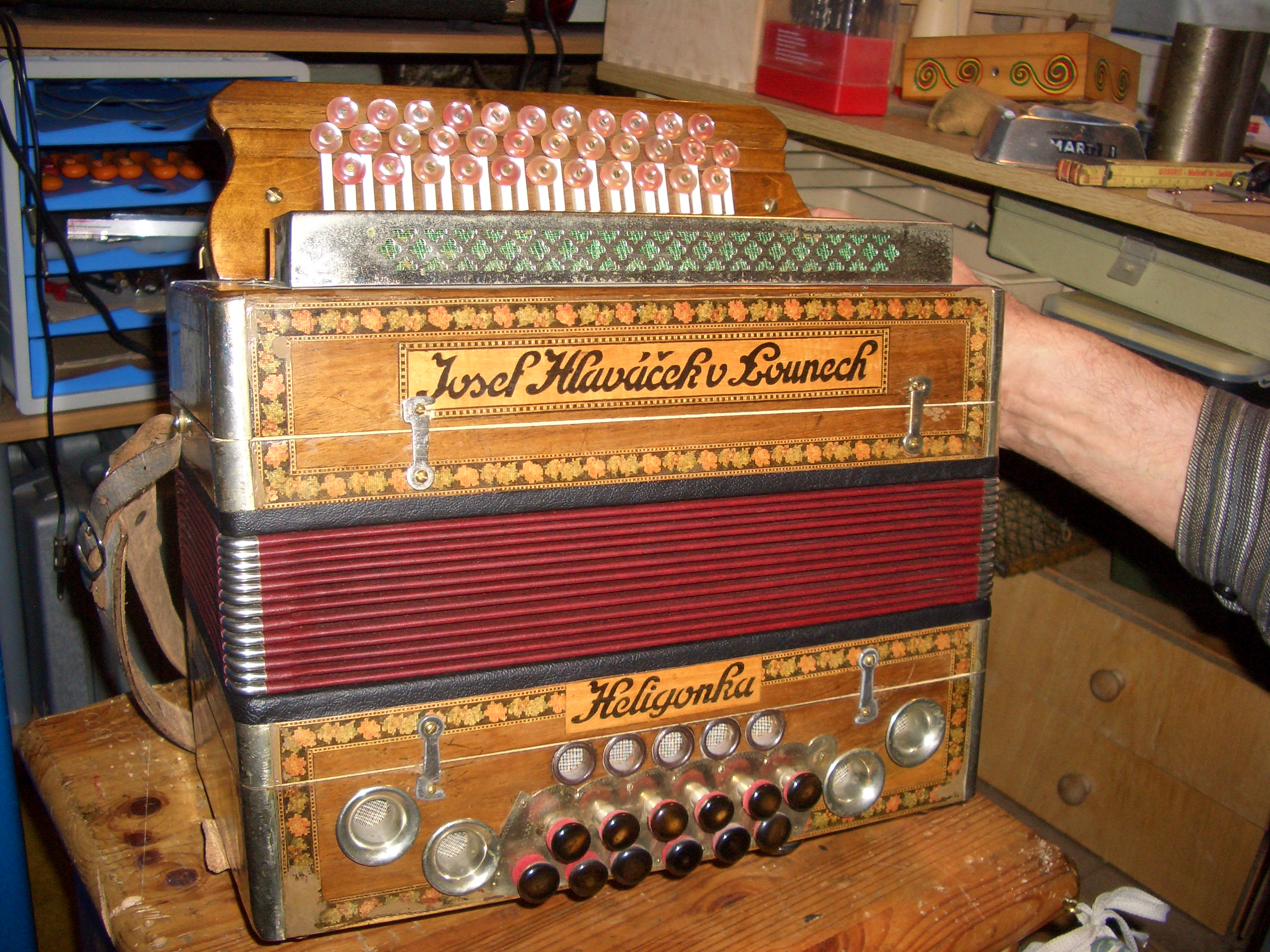
Hlavacek-Harmonika

In Tschechien werden diatonische Akkordeons mit Helikonbass unter dem Namen Heligonka gefertigt.

## Beschreibung
Die Heligonka unterscheidet sich von der Steirischen Harmonika nur in wenigen Punkten.
- Im Aussehen
- Die Diskanttastenausrichtung ist für die dritte Reihe etwas versetzt, so wie dies auch bei den meisten Wiener Modellen der Fall ist.
- Der Abstand der inneren Reihe zur Diskantabdeckung ist etwas geringer.
- Die Tastenbelegung im Diskant ist meist ohne Gleichton.
- Die Basstastenbelegung für die zweite Tastenreihe entspricht der üblichen Belegung wie beim Wiener Modell.

### Bassteil

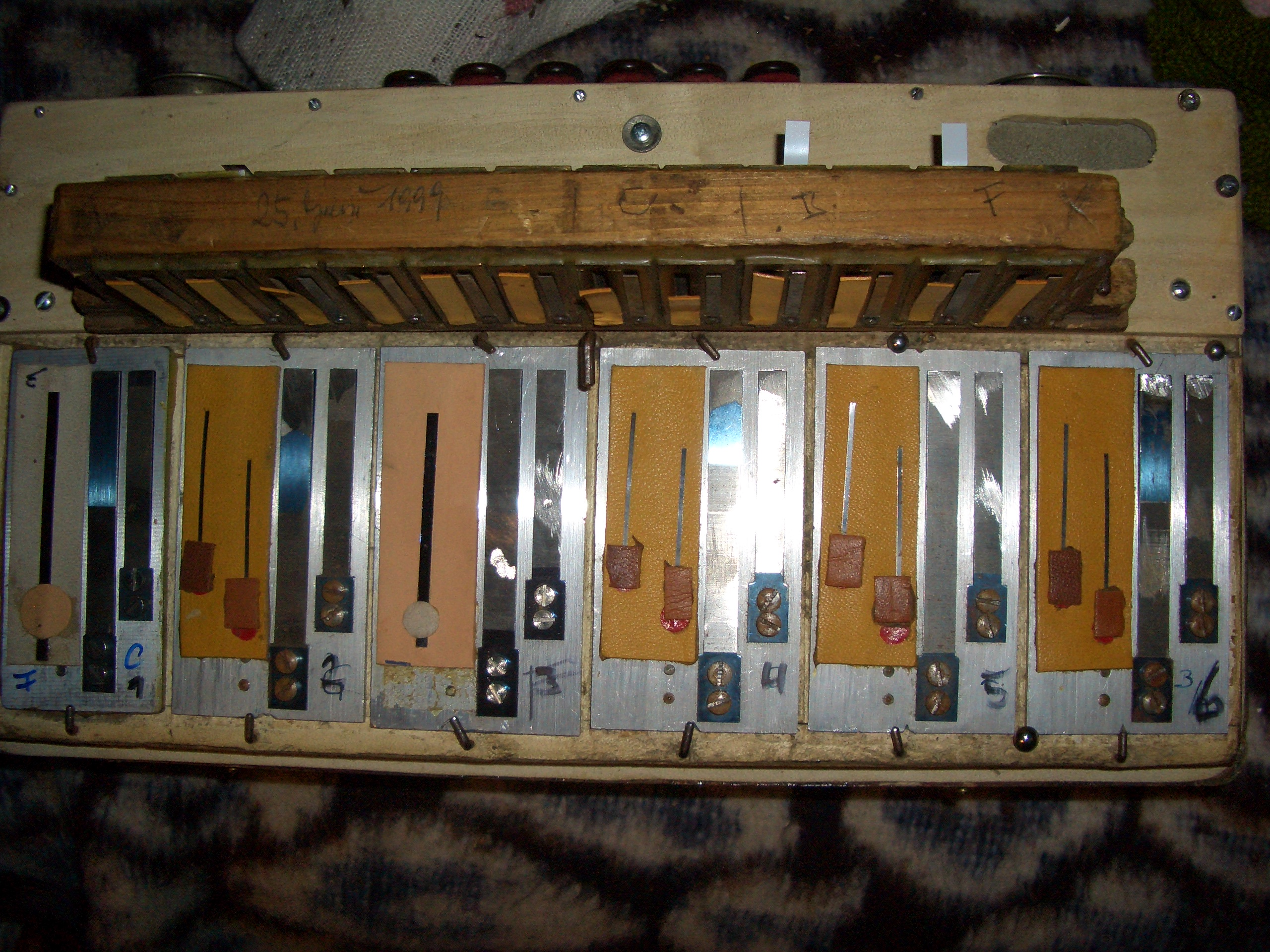
Hlavacek-Harmonika, Bassteil von innen

Der Bassteil entspricht in Aufbau und Ausführung vollständig einer traditionellen Novak-Harmonika. Wer von wem kopiert hat, ist zurzeit unklar. In fast allen bekannten Instrumenten werden doppelte Helikonstimmplatten mit den auch heute üblichen Abmessungen verwendet. Bei einem dreireihigen Instrument sind das üblicherweise 6 doppelte Helikonstimmplatten, bei zweireihigen Instrumenten vier doppelte Helikonstimmplatten.

## Geschichte
Unbekannt ist, wann die einzelnen Betriebe mit der Erzeugung von Steirischen Harmonikas begonnen haben. Sicher ist, dass es vor dem Ende der Österreichischen Monarchie (1918) war. Die heute noch produzierende Firma Novak in Klagenfurt wurde im Jahr 1874 gegründet, die Firma Lubas aus Slovenj Gradec (heute Slowenien), später ebenfalls in Klagenfurt, produzierte ebenfalls sehr früh.
Am bekanntesten in Tschechien sind Instrumente aus der Werkstatt von Josef Hlaváček. Im Musikinstrumenten-Museum Markneukirchen befindet sich eine Heligonka von Josef Hlaváček, die auf das Jahr 1900 datiert wird. 1892 brachte er eine Harmonikaschule für Autodidakten heraus (Cesko-slovanska skola pro samouky ku hre na dvouradovou 19-klapkovou harmoniku. Böhm.-slav. - boh. Laun, Venta 1892.) Josef Hlaváček führte seinen Betrieb zuerst in Louny, später übersiedelte er nach Prag, in Louny befindet sich auch heute noch die Stimmplattenerzeugung der Fa. Harmonika. Zu Beginn arbeitete er mit seinem Schwager Konstantin Stibitz zusammen, aber Unstimmigkeiten unter ihnen führten dazu, dass dieser die Firma verließ und unter eigenem Namen in České Budějovice ebenfalls Instrumente baute. Es gab aber neben diesen beiden Harmonikabauern noch viele andere, zum Beispiel J. Kebrdle in Hořovice.
Mit dem Zweiten Weltkrieg erlosch diese Instrumentenbautradition fast völlig.

## Harmonikabauer in Böhmen und Mähren
- Fraz Machts, Harmonikabauer, 1860, Praha. Wirkte um 1860 in Prag als „Hersteller und Lehrer für Harmonikamusik“, gab 1860 eine Sammlung von 40 beliebten Melodien mit einer deutschsprachigen Anleitung heraus, mit Schwerpunkt auf der 19er-Harmonika mit 6 Knöpfen. Das erste Lied in dieser Sammlung ist ‚Kde domov můj‘ (Wo meine Heimat ist), gefolgt von deutschen und tschechischen Volksweisen, Werken von Strauss, wie dem Radetzkymarsch etc.
- Karl Kabeláč, Harmonikabauer, Praha. Gründete 1878 gemeinsam mit dem Instrumentenbauer Johann Müller eine Harmonikaerzeuger — Firma unter dem Namen „Johann Müller & Karl Kabela“. Ihre Instrumente wurden auf der Landesausstellung 1891 in Prag ausgezeichnet.
- Johann Müller, Harmonikabauer, Praha.
- Josef Augustin Wolf, Harmonikabauer, Praha. Sohn und Schüler des Prager Instrumentenbauers Josef Wolf. Führte den väterlichen Betrieb von 1889 bis zu seinem Tod 1924.
- Wilhelm Lubich, Harmonikabauer. Gründete seine Firma 1880
- Karel Slavík, Harmonikabauer, Louny. Baute in den 1880er Jahren, bei ihm lernte der spätere Hersteller Jan Hlaváček.
- Jan Klásek, Harmonikabauer, 1860–1930, Vídeň, Louny. Zuerst hatte er in Wien eine Werkstatt, von der aus er Harmonikas oder Harmoniums als Halbfertigware nach (vorwiegend) Louny sandte.
- Rudolf Kalina (* 1888 in Louny, † 1963 ebenda), Harmonikabauer. Arbeitete anfangs in der Werkstatt von Jan Klasek. In den Jahren 1920–1936 machte er sich mehrfach selbstständig und erlangte als Hersteller besonders hochwertiger Instrumente Bekanntheit.
- Bedřich Pospíšil, Harmonikabauer. Baute im 19. und Anfang des 20. Jahrhunderts Harmoniums, welcher er an Hersteller in Louny lieferte.
- Josef Korbel, Harmonikabauer, Děčín. Erzeugte Harmonikas in den 1890er Jahren.
- Adolf Bartůněk, Harmonikabauer, Kutná Hora. Er gründete im Jahr 1890 seine Firma.
- Wenzel Duchoň, Harmonikabauer, 1890, Hořice. Er stellte in den 1890er Jahren Harmonikas her.
- Anton Pitelka, Harmonikabauer, 1890, České Budějovice (Budweis). Baute in den 1890er Jahren Harmonikas.
- Josef Šturm, Harmonikabauer, 1890, Německý Brod. Baute in den 1890er Jahren Harmonikas.
- František Táborský, Harmonikabauer, Praha. Baute und reparierte Anfang des 20. Jahrhunderts Ziehharmonikas in Prag.
- Konstantin Stibitz, Harmonikabauer, České Budějovice. Er betrieb in (Böhmisch) Budweis eine kleine Werkstatt, in der er hochwertige Einzelstücke herstellte, nach Angaben von amerikanischen Auswanderern, die ihn persönlich kannten, war er ebenfalls mit Josef Hlaváček verschwägert.
- Josef Vavřín (* 1866 in Česká Třebová, † 1953), Harmonikabauer, Česká Třebová. War Sohn von Eduard und Anna Vavrina. Er gründete seine Werkstatt 1892 in Prag-Vinohrady mit dem Namen „Erster nordböhmischer Hersteller von Akkordeons und Ziehharmonikas“. Wegen des anhaltenden Erfolgs musste er bald in größere Räume umziehen. Seine Produkte erfreuten sich großer Beliebtheit und wurden auf verschiedenen Ausstellungen ausgezeichnet. Seine Harmonikas sind bis heute begehrte Sammlerstücke. Heiratete Maria Semberova, Mitarbeiter und Nachfolger wurde sein Sohn Bohumil (1897–1986).
- Josef Kebrdle, Harmonikabauer, Hořovice. Produktion seit 1919, gelernter Musikinstrumentenbauer (nicht Meister).

Später als Aktiengesellschaft Bohemia Musico-Delicia, größter Ziehharmonikahersteller in Europa, 2005 wurde die Produktion eingestellt.
- Zdeněk Koutný Akkordeonservice. Übernahm Teile der Belegschaft und der Fertigung und produziert derzeit (2006) wieder weiter.
- Antonín Kavečka, Harmonikabauer, Hořovice. 1. Hälfte 20. Jahrhundert, verließ 1922 die Werkstatt des Harmonikabauers Josef Kebrdle und machte sich in Hořovice selbständig.
- František Tvrdý, Harmonikabauer, Hořovice. 1. Hälfte 20. Jahrhundert, verließ 1922 die Werkstatt von J. Kebrdle und machte sich selbständig.
- František Trousílek, Harmonikabauer, Plzeň (Pilsen). 1. Hälfte 20. Jahrhundert
- Ignác Kajovský, Harmonikabauer, Prag. Anfang des 20. Jahrhunderts, stellte Ziehharmonikas her.
- Jaromír Fisnar (* 1903), Harmonikabauer, Brno. Seine Verwandtschaft mit dem Brünner Hersteller A. Fisner ist nicht erwiesen.
- Václav Kunt, Harmonikabauer, Nový Bydžov. 1. Hälfte 20. Jahrhundert.
- Václav Langmajer, Harmonikabauer, Praha. 1. Hälfte 20. Jahrhundert, Ziehharmonikas.
- Anton Spevák, Harmonikabauer, Znojmo. 1. Hälfte 20. Jahrhundert.
- František Berka, Harmonikabauer, Břeclav. 1. Hälfte 20. Jahrhundert.
- Konrády Jakub (* 1905), Harmonikabauer, Domažlice. 1. Hälfte 20. Jahrhundert.
- Ludvík Hrneček, Harmonikabauer. Ab dem Jahr 1930 führte er in Prag eine eigene Firma, die sowohl Knopf- als auch Pianotasten-Harmonikas mit der Marke „Luhr“ herstellte. Gestorben 1972 in Prag.
- František L. Duchoň, Harmonikabauer, 1912, Náchod. Letzter Harmonikahersteller, gegründet vor dem Ersten Weltkrieg.

## Hersteller heute
Bis vor kurzem hat Delicia in Hořovice Akkordeons produziert, der Betrieb wurde 2004 geschlossen. Zdeněk Koutný führt momentan den Nachfolgebetrieb. Jiří Koucký, Harmonikabauer, betreibt ein Akkordeonzentrum in der Nähe von Prag. Jan Svoren Krivan, Stanček Rudolf, Ottlýkovská 376/22 013 14 Kamenná Poruba (okres Žilina) Slowakei.
E&R Jelinek Heligonka.